# Highland, Kalifornien
Highland är en stad (city) i San Bernardino County, i delstaten Kalifornien, USA. Enligt United States Census Bureau har staden en folkmängd på 53 903 invånare (2011) och en landarea på 48,6 km².